# Coles Corner (Washington)
Coles Corner ist ein kleines gemeindefreies Gebiet im Chelan County im US-Bundesstaat Washington. Es liegt am U.S. Highway 2 östlich des Stevens Pass in der Kaskadenkette an der Mündung der Washington State Route 207 in den Highway 2. Twisp liegt genau nördlich von Winton.
Coles Corner versorgt die auf dem Highway 2 Reisenden mit einem Motel, einer Tankstelle und einem Diner im Stil der 1950er Jahre.